# Paul Perquer
Paul Eugène Célestin Perquer (Le Havre, Sena Marítim, 3 d'octubre de 1859 - ?) va ser un regatista francès, que va competir a cavall del segle xix i el segle xx.
El 1900 va prendre part en els Jocs Olímpics de París on guanyà la medalla d'or de la categoria de 10 a 20 tones del programa de vela formant equip amb Émile Billard.